# Heißenstein
Heißenstein ist eine Ortslage von Bad Elster im sächsischen Vogtlandkreis.

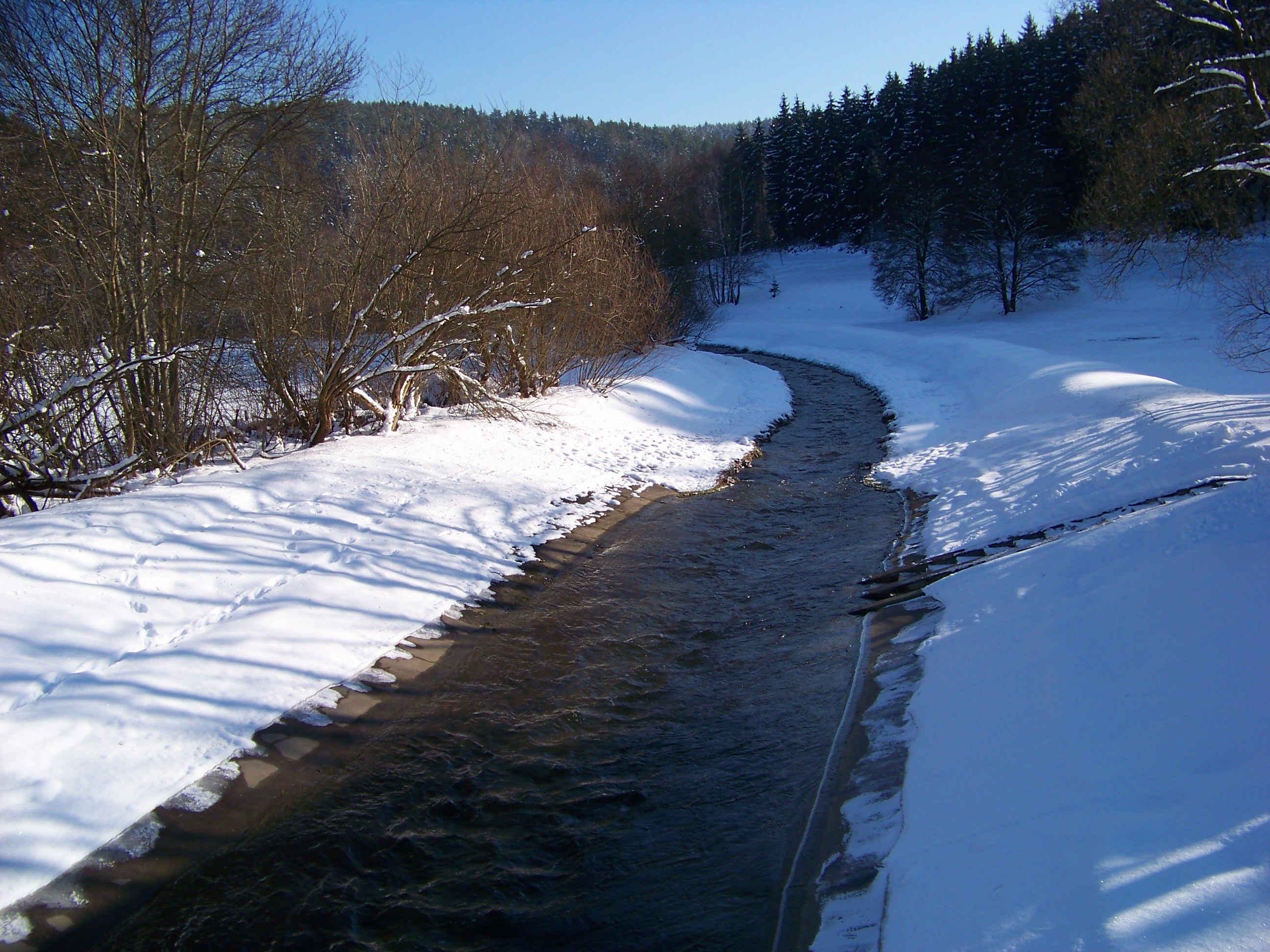
Die Weiße Elster nahe des Grenzübergangs Grün–Heißenstein.

## Lage
Heißenstein liegt südöstlich von Bad Elster etwa 300 m von der deutsch-tschechischen Grenze entfernt an der Straße von Bad Elster nach Reuth. Südlich liegt der Grenzübergang Bad Elster (Heißenstein)–Grün. Direkt bei Heißenstein fließt die Weiße Elster vom böhmischen ins sächsische Vogtland, in dem sich die ganze Region befindet.

## Geschichte
Die Streusiedlung Heißenstein ist spätestens 1414 erstmals als Hof auf dem Steine erstmals erwähnt. Spätere Ortsnamensformen sind Haussenstein (1557), Häussenstein (1576), Heissenstein (1582), Heißenstein (1634) und Heisenstein (1791).
1791 wurde Heißenstein als Amtsdorf verwaltet und war teilweise dem Rittergut Elster zugehörig. Heißenstein gehörte zunächst zum Amt Voigtsberg und später zum Gerichtsamt Adorf und schließlich zur Amtshauptmannschaft bzw. dem (Land-)Kreis Oelsnitz, bis dieser 1996 im Vogtlandkreis aufging. Heißenstein war und ist nach (Bad) Elster gepfarrt.
| Jahr          | 1583             | 1834 | 1871 | 1890 |
| ------------- | ---------------- | ---- | ---- | ---- |
| Einwohnerzahl | 3 besessene Mann | 48   | 31   | 29   |

## Belege
1. ↑  Heißenstein – HOV | ISGV. Abgerufen am 23. August 2023.